# Teixeira (Arganil)
Teixeira is een plaats (freguesia) in de Portugese gemeente Arganil en telt 188 inwoners (2001).